# حصار مالطا (الحرب العالمية الثانية)
حصار مالطا هي حملة عسكرية وقعت أحداثها في مسرح عمليات البحر المتوسط إبان الحرب العالمية الثانية. تناحرت أثناء هذا الحصار قوات إيطاليا الفاشية وألمانيا النازية الجوية والبحرية مع سلاح الجو الملكي والبحرية الملكية البريطانيين بين عامي 1940 و1942 للسيطرة على جزيرة مالطة ذات الأهمية الاستراتيجية.
أدى خلق جبهة قتال جديدة في شمال إفريقيا في منتصف عام 1940 إلى ازدياد أهمية مالطة الاستراتيجية؛ إذ صار بمقدور القوات الجوية والبحرية البريطانية المتمركزة في الجزيرة مهاجمة سفن المحور التي تنقل الإمدادات الحيوية والتعزيزات من أوروبا إلى شمال أفريقيا. ولم يلبث الفيلد مارشال إرفين رومل ـ قائد قوات المحور في شمال أفريقيا ـ أن أدرك هذه الأهمية لمالطة، فنبه في مايو 1941 إلى أن «المحور سيفقد السيطرة على شمال أفريقيا بدون مالطة».
استقر قرار قوات المحور على قصف مالطة وتجويعها حتى الاستسلام بمهاجمة موانيها ومدنها وسفن الحلفاء التي تنقل إليها الإمدادات، وهو مما جعل مالطا واحدة من أكثر مناطق العالم تعرضًا للقصف بالقنابل أثناء الحرب. وقد نفذ سلاح الجو الألماني وسلاح الجو الملكي الإيطالي حوالي ثلاثة آلاف غارة جوية على مالطا خلال عامين سعيًا لتدمير دفاعات سلاح الجو الملكي البريطاني وموانئه. وقد كان نجاح هذه الغارات ليكفل قيام القوات الإيطالية والألمانية بعملية إنزال برمائية مدعومة بقوات مظلية ألمانية محمولة جوًا (عملية هرقل)، غير أن هذه العملية لم يكتب لها أن تنفذ مطلقًا. وقد تمكنت قوات الحلفاء من إمداد مالطا بالدعم اللازم لصمودها، ونجح سلاح الجو الملكي البريطاني في حماية أجوائه، بعد أن تكبد خسائر هائلة في الأرواح والمعدات.
وبحلول نوفمبر 1942 كانت قوات المحور قد خسرت معركة العلمين الثانية، وكان الحلفاء قد نجحوا في إنزال قواتهم في المغرب الفرنسي (الذي تسيطر عليه حكومة فيشي) والجزائر (فيما سمي بعملية الشعلة)، فقامت قوات المحور بتحويل جهود قواتها إلى معركة تونس، مما جعل وتيرة الهجمات على مالطا تتناقص بشكل سريع حتى انتهت فعليًا في نوفمبر 1942.
وفي ديسمبر 1942 بدأت قوات الحلفاء الجوية والبحرية هجومها انطلاقًا من مالطا، فنجحت ـ بحلول مايو 1943 ـ في إغراق 230 سفينة لقوات المحور في 164 يومًا، وهو أعلى معدل لإغراق السفن حققته قوات الحلفاء خلال الحرب. وقد أسهم ذلك بشكل كبير في انتصار الحلفاء النهائي في شمال أفريقيا.

## الخلفية
كانت مالطا حصنًا عسكريًا وبحريًا، لكونها قاعدة الحلفاء الوحيدة بين جبل طارق والإسكندرية، مصر. وفي وقت السلم كانت محطة طريق على طول الطريق التجاري البريطاني إلى مصر وقناة السويس إلى الهند والشرق الأقصى. وحين أغلق الطريق، بقيت مالطا قاعدة أمامية للعمل الهجومي ضد أهداف الشحن البحري والأهداف البرية التابعة لدول المحور في وسط البحر الأبيض المتوسط. وبسبب موقعها المكشوف بالقرب من إيطاليا، نقل البريطانيون مقر الأسطول الملكي للبحر المتوسط من فاليتا، مالطا في منتصف الثلاثينيات إلى الإسكندرية في أكتوبر 1939.
تبلغ مساحة مالطا 27 كم × 14 كم (17 ميل × 9 ميل) بمساحة أقل من 250 كم 2 (97 ميل مربع). وكان عدد سكانها نحو 250 ألفًا في يونيو 1940، جميعهم من سكان مالطا الأصليين باستثناء 3٪ أو 4٪. وفقًا لإحصاء عام 1937، عاش معظم السكان على بعد 6.4 كيلومتر (4 ميل) من الميناء الكبير، حيث كانت الكثافة السكانية أكثر من ستة أضعاف متوسط الكثافة في الجزيرة. وكانت فالتيا من بين أكثر المناطق ازدحامًا، وهي العاصمة والمركز السياسي والعسكري والتجاري، عاش فيها 23000 شخص في مساحة تبلغ نحو 0.65 كيلومتر مربع (0.25 ميل مربع). عبر الميناء الكبير، في المدن الثلاث، حيث توجد أحواض السفن ومقر الأميرالية، بلغ الاكتظاظ 28000 شخص ضمن مساحة 1.3 كم 2 (0.50 ميل مربع). وكانت هذه المناطق الصغيرة هي التي عانت من القصف الجوي الأشد والأكثر استدامة وتركيزًا في التاريخ. 
لم تكن هناك أي دفاعات حول مالطا وذلك لاستنتاج يعود إلى ما قبل الحرب بأنه يصعب الدفاع عن الجزيرة. كانت الأساطيل الإيطالية والبريطانية متساوية العدد في المنطقة ولكن كان الإيطاليون يمتلكون غواصات وطائرات أكثر. وكان على الأميرالية حماية قناة السويس بأسطول البحر الأبيض المتوسط (بقيادة الأميرال أندرو كانينغهام)، وحماية جبل طارق بالقوة إتش (بقيادة نائب الأميرال جيمس سمرفيل). ثم نُقل أسطول البحر الأبيض المتوسط شرقًا إلى مصر في أكتوبر 1939، وهكذا جُردت الجزيرة من الحماية البحرية. وبقيت السفينة إتش إن إس تيرور للمراقبة مع عدد قليل من الغواصات البريطانية التي كانت ما تزال متمركزة في الجزيرة. عندما شككت الحكومة المالطية في المنطق البريطاني، قيل لهم أنه يمكن الدفاع عن الجزيرة بالقدر الكافي من الإسكندرية ومن الميناء الكبير، وهو ما كان غير صحيح. وقد دفع هذا المالطيين إلى التساؤل حول الالتزام البريطاني في الدفاع عن الجزيرة.
على الرغم من المخاوف من أنه لا يمكن الدفاع عن الجزيرة البعيدة عن بريطانيا والقريبة من إيطاليا، قرر البريطانيون في يوليو 1939 زيادة عدد المدافع المضادة للطائرات والطائرات المقاتلة في مالطا. وكان لدى القيادة البريطانية شكوك أخرى حول ما إذا كانت ستتمسك بالجزيرة في مايو 1940، وقد اقترح رئيس الوزراء الفرنسي بول رينو خلال معركة فرنسا أن رئيس الوزراء الإيطالي والدكتاتور بينيتو موسوليني قد يسترضى بتسوية من خلال التنازلات، التي تتضمن مالطا. وبعد بعض النقاش، أقنع ونستون تشرشل مجلس الحرب البريطاني بأنه لا ينبغي تقديم أي تنازلات. ومع تعرض الجزر البريطانية للخطر، لم يكن الدفاع عن مالطا هو الأولوية لذا كانت حمايتها ضعيفة. وتمركزت ست طائرات قديمة ثنائية السطح من طراز سي غلاديتور في الجزيرة، مع ستة أخرى ضمن صناديق الشحن، مع إعلان موسوليني في 10 يونيو 1940 الحرب على المملكة المتحدة وفرنسا. في ثلاثينيات القرن العشرين، سعت إيطاليا للتوسع في البحر الأبيض المتوسط وأفريقيا، وهي المناطق التي يهيمن عليها البريطانيون والفرنسيون. بالإضافة إلى أن هزيمة الحلفاء في فرنسا في الفترة من مايو حتى يونيو 1940 أزالت البحرية الفرنسية من تشكيل المعركة الخاص بالحلفاء وأمالت ميزان القوة البحرية والجوية لصالح إيطاليا. 
عند إعلان الحرب، دعا موسوليني إلى شن هجوم في جميع أنحاء البحر الأبيض المتوسط خلال ساعات، لتسقط أولى القنابل على مالطا. وبعد الاستسلام الفرنسي في 25 يونيو، حاول موسوليني استغلال الوضع، ببدء أوبرازيوني إي أو الغزو الإيطالي لمصر في سبتمبر. وسُحق الجيش العاشر في عملية البوصلة، وهي ضربة بريطانية مضادة، ما دفع أدولف هتلر ليقرر مساعدة حليفه. في فبراير 1941، أرسل الفيلق الأفريقي الألماني (دي إيه كيه) بقيادة الجنرال إرفين رومل إلى شمال إفريقيا كتشكيل رادع (Sperrverband). هددت أسراب السلاح الجوي الملكي وغواصات البحرية الملكية المكافحة للشحن البحري في مالطا خط إمداد قوات المحور إلى شمال إفريقيا وأدرك كلا الجانبين أهمية مالطا في السيطرة على وسط البحر الأبيض المتوسط.
في عام 1940، كان الهجوم الإيطالي على مالطا فرصة مناسبة للسيطرة على الجزيرة، وهو إجراء الذي كان سيمنح الإيطاليين التفوق البحري والجوي في وسط البحر الأبيض المتوسط. وكانت هذه السيطرة ستفصل القوات البريطانية في البحر المتوسط بين جبل طارق والإسكندرية. لم تستطع إيطاليا التحرك بشكل مباشر ضد مالطا خلال عام 1940 بسبب تشتيتها بمعركة تارانتو، حيث خرج معظم الأسطول الإيطالي من العمل بسبب قاذفات الطوربيدات من سلاح البحرية الملكي. تبنى الإيطاليون طريقة غير مباشرة وحاصروا الجزيرة. بالنسبة للإيطاليين (وبعد ذلك الألمان)، كانت القوة الجوية هي السلاح الرئيسي ضد مالطا.